# São Tomé de Covelas
São Tomé de Covelas is een plaats (freguesia) in de Portugese gemeente Baião en telt 724 inwoners (2001).